# Heparinom indukovana trombocitopenija tipa II
Heparinom indukovana trombocitopenija tipa II  (HIT II ) spada u grupu lekom indukovanog poremećaja koji se manifestuju prevashodno tromboznim manifestacijama, a čije prepoznavanje i primena odgovarajućih terapijskih mera može imati ključnu ulogu u daljoj prognozi bolesnika. Vreme izgubljeno na čekanje laboratorijske potvrde HIT-a izlže bolesnika riziku da se razviju potencijalno opasne tromboze, kao i da se dijagnoza HIT-a uspostavlja prevashodno klinički.
Zbog postojanja opasnosti da se heparinom indukovana trombocitopenija tipa II  razvije potrebno je primeniti adekvatne preventivne mere, imajući u vidu da su kardiovaskularni bolesnici zajedno sa ortopedskim svrstani u grupu viskog rizika za nastanak HIT II, pa se u osoba sa heparinskom terapijom preporučuje praćenje broja trombocita najmanje svakog drugog dana.

## Epidemiologija
Heparin je standardni antikoagulantni lek koji se primenjuje u terapiji akutnog koronarnog sindroma. Heparinom indukovana trombocitopenija tipa II se javlja u približno 1–5% postoperativnih bolesnika i 0,5–1% bolesnika koji su primali heparin svinjskog porekla 7–14 dana, a procenat je još veći nakon primene goveđeg nefrakcionisanog heparina. 
Niskomolekularni heparini znatno ređe izazivaju HIT II, u oko 0,2–0,6%, ali je pri ponovljenoj upotrebi incidenca veća. Imajući u vidu potrebu kliničara da brzo diferenciraju pojavu HIT II i drugim lekovima (kinidin, trimetoprim-sulfametoksazol, itd.) izazvane trombocitopenije (LIT), treba napomenuti da učestalost trombocitopenija neuporedivo veća u bolesnika sa heparinskom terapijom (incidenca HIT II oko 1/100) u odnosu na bolesnika sa LIT (oko 1/10.000–1/100.000).

## Manifestacije
Tromboze su glavne manifestacije heparinom indukovana trombocitopenija tipa II dok je hemoragija  glavna manifestacija LIT; takođe, važnost pozitivnih funkcionalnih i antigenskih eseja na prisustvo heparinskih antitela u HIT II, kao i pojavu lek zavisnih trombocitnih antitela u LIT-u.

## Dijagnoza
Prema najpoznatijem 4T algoritmu, HIT II se dijagnostikuje na osnovu kliničkih kriterijuma (uz pojavu tipičnih tromboznih manifestacija, retromboze, kožnih promena ili akutne sistemske reakcije), tipičnog pada trombocita, obično od 20 do 100x109/L, 5–10 (prosek 14) dana od početka heparinske terapije (izuzeci su HIT II brzog početka kod ranije senzibilizacije heparinom i HIT II zakasnelog početka) uz isključenje drugih uzroka trombocitopenije.
Pored najčešće klasične forme HIT-a koja se karakteriše tipičnim padom broja trombocita uobičajeno između 5 i 14 dana, jednako je važno prepoznati ranu formu HIT-a koja se može javiti i posle prve bolus injekcije heparina u bolesnika koji su heparin dobijali u prethodnih 100 dana, kao i zakasnelu formu HIT-a koja može nastati i do 40 dana po prekidu heparinske terapije.  U 10% bolesnika sa HIT-om tip II, apsolutni broj trombocita je normalan (>150x109), pa se dijagnoza uspostavlja dinamičkom definicijom, ili padom broja trombocita >50% od preheparinskog broja. Ovo  je naročito važno kod bolesnika koji imaju postoperativnu trombocitozu i kod kojih broj trombocita retko pada >150x109/L. 
HIT se potvrđuje funkcionalnim esejima kao što su heparin agregacioni test, imunološkom analizom najčešće heparin-trombocitni faktor-4 antitela ELISA ili brzim čestičnim gel imunoesejom, odnosno 14 C serotoninskim radioizotopskim testom.
Imunološki eseji nekada registruju i nepatogena antitela, tako da je HIT potrebno potvrditi funkcionalnim esejima.
Lažno pozitivna nepatogena anti TF4 antitela mogu se detektovati u bolesnika sa antifosfolipidnim sindromom i sistemskim lupusom eritematodesom.
Tromboze se javljaju u oko 50% bolesnika sa HIT II (bolesnika sa takozvanom izolovanom trombocitopenijom kao entitetom HIT-a). Kliničari bi trebalo da imaju na umu da inflamatorni milje, trauma, lezija endotela i staza krvi ubrzava nastanak HIT sa trombozom. Veći procenat HIT u bolesnika posle velikih ortopedskih intervencija, velikih trauma nego manjih trauma, duža upotreba turniqueta pri operacijama kolena, kao i značajan procenat tromboza vena gornjih ekstremita na strani na kojoj je plasiran centralni venski kateter jasno ukazuju na navedenu tvrdnju.
S obzirom da se HIT II može ispoljiti i relativnom trombocitopenijom, ili smanjenjem broja trombocita za više od 50% u odnosu na početni broj, svako pogoršanje stanja i pojava komplikacija kod bolesnika sa heparinskom terapijom zahteva da se razmotri primena dodatnih dijagnostičkih procedura. 

## Terapija
Nakon što se javi sumnja da je došlo do nastanka HIT II, odmah se prekida svaka dalja primena heparina, bilo nefrakcionisanog ili niskomolekularnog, čak i upotreba heparinom obloženih katetera, a po uspostavljanju dijagnoze primenjuju se alternativni neheparinski antikoagulansi (danaparoid natrijum, lepirudin, argatroban). 
Unazad više godina u nekim zemljama se u terapiji primenjuje fondaparinux, mada on nema zvaničnu indikaciju za lečenje HIT-a,   mada postoje kontroverzni anegdotalni slučajevi o nastanku ili potenciranju HIT-a u bolesnika koji su primali fondaparinuks.
U nagoveštaju je i moguća primena desirudina, dabigatrana, rivaroxabana i apixabana u terapiji HIT. 
U određenim situacijama mogu se primeniti intravenski imunoglobulini, antitrombocitni lekovi, plazmafereza, tromboembolektmija i trombolička terapija.

## Literatura
Nebojša Antonijević1,2, Ivana Živković1 , Ljubica Jovanović1, Rajko Milošević3, Jovan Peruničić1,2, Nebojša Radovanović1,2, Goran Koraćević4, Slobodan Obradović5, Vladimir Kanjuh2,6 „Adekvatna evaluacija trombocitopenija kao preduslov uspešnog lečenja kardioloških bolesnika”. Srce I Krvni Sudovi. 31 (4): 275—286. 2012.
|  | Molimo Vas, obratite pažnju na važno upozorenje u vezi sa temama iz oblasti medicine (zdravlja). |